# Pétanque
Pétanque ili petanka vrsta je boćarske (balotaške) igre.

## Povijest
Korijeni igre su u Francuskoj, gdje je nastao. Pravila igre su po Africi širili francuski vojnici. U Hrvatsku je došao preko Švicarske. Prvi klub u petanqueu u Hrvatskoj osnovan je u Šibeniku. 2016. godine osnovan je Petanque klub Dalmatino zahvaljujući Milanu Gnjidiću. 25. srpnja 2020. Hrvatska je dobila svoju ligu u petanqueu.

## Pravila
Po pravilima je sličan boćanju. Može se igrati na na svakom terenu. Baca se, valja i tuče s kruga od 50 centimetara.

## Vanjske poveznice
- Petanque klub Dalmatino Hrvatski boćarski savez
- Petanque klub Dalmatino Facebook